# Temporada de huracanes del Atlántico de 1964
La temporada de huracanes del Atlántico de 1964 presentó el mayor número de huracanes que tocaron tierra en los EE. UU. desde 1933. La temporada comenzó oficialmente el 15 de junio y duró hasta el 30 de noviembre. Estas fechas delimitan convencionalmente el período de cada año en el que se forman la mayoría de los ciclones tropicales en la cuenca del Atlántico. La temporada estuvo por encima del promedio, con trece tormentas con nombre, siete huracanes y cinco huracanes importantes. El primer sistema, una tormenta tropical sin nombre, se desarrolló el 2 de junio, casi dos semanas antes del inicio oficial de la temporada. Azotando Florida el 6 de junio, la tormenta provocó inundaciones localizadas en partes de Cuba y el sureste de los Estados Unidos, dejando alrededor de $ 1 millón en daños. La próxima tormenta, también sin nombre, se desarrolló a fines de julio; no impactó tierra.
Los efectos combinados de los huracanes Cleo , Dora e Isbell fueron devastadores para Florida. Cleo también trajo destrucción a porciones del Caribe, especialmente Guadalupe y Haití . Después de mudarse tierra adentro, Cleo provocó inundaciones en estados como Virginia . En general, la tormenta causó 220 muertes y alrededor de $198,5 millones en daños. [nb 1] Dora azotó gran parte del norte de Florida y el sureste de Georgia con vientos huracanados, dejando cinco muertes y alrededor de $ 280 millones en daños. En octubre, Isbell trajo fuertes vientos y varios tornados a Florida, además de inundaciones a Cuba y Las Carolinas .. Isbell mató a siete personas y dejó aproximadamente $30 millones en daños.
El ciclón tropical más fuerte de la temporada fue el huracán Cleo , un poderoso huracán de categoría 4 que afectó severamente áreas del Caribe, incluidas las Islas de Sotavento , Haití y Cuba . Cleo azotó los Estados Unidos, en el este de la península de Florida como un huracán mínimo de categoría 2, particularmente en Miami, Florida , donde la tormenta provocó graves daños solo en el estado y provocó fuertes lluvias e inundaciones severas en las Carolinas en la costa este de los Estados Unidos como tormenta tropical. Los nombres Cleo, Dora e Hilda se retiraron después de la temporada. En conjunto, los ciclones tropicales provocaron 271 muertes y aproximadamente $640,63 millones en daños.

## Ciclones tropicales

### Tormenta tropical Abby
Una vaguada débil se convirtió en una depresión tropical a última hora del 5 de agosto mientras se encontraba a unas 225 millas (360 km) al sur de Dauphin Island, Alabama .  La depresión se movió hacia el oeste e inicialmente permaneció desorganizada.  A las 12:00 UTC del 7 de agosto, la depresión se convirtió en la tormenta tropical Abby.  Era un pequeño ciclón tropical, con un diámetro de menos de 100 mi (160 km).  La tormenta se intensificó rápidamente más tarde el 7 de agosto. Unas horas más tarde, Abby tocó tierra cerca de Matagorda, Texas , justo por debajo de la intensidad de un huracán. Es posible que Abby haya alcanzado el estado de huracán, pero la falta de observaciones definitivas impidió una actualización.  Se debilitó a depresión tropical a primeras horas del 8 de agosto, antes de disiparse más tarde ese mismo día. 
En general, el impacto de este sistema fue menor. En Texas, la precipitación alcanzó un máximo de 6,14 pulgadas (156 mm) en el Aeropuerto Regional de Victoria .  Sin embargo, solo se produjeron inundaciones localizadas y las lluvias fueron en su mayoría beneficiosas. En la ciudad de Victoria , varias calles se inundaron temporalmente con agua.  Una empresa pesquera en Matagorda perdió parte de su techo.  Abby resultó en un estimado de $750,000 en pérdidas,  con $150,000 en daños a la propiedad y $600,000 a los cultivos. Los impactos de la tormenta fueron más severos en los condados de Jackson y Victoria, donde los daños a los cultivos se estimaron en $275.000 y $250.000, respectivamente.

### Tormenta tropical Brenda
Una vaguada menor de baja presión se situó al oeste de las Bermudas a principios de agosto. Un miembro de la tripulación de una aerolínea observó que se formaba una nube circular de bajo nivel a 32,0°N, 69,0°O a las 18:00 UTC del 7 de agosto.  Temprano el 8 de agosto, se desarrolló una depresión tropical a unas 135 millas (215 km) al noroeste de Islas Bermudas. Se movió hacia el este-sureste y se fortaleció en la tormenta tropical Brenda seis horas después. A las 13:00 UTC del 8 de agosto, el ciclón golpeó las Bermudas con vientos de 50 mph (85 km/h).  La isla experimentó vientos sostenidos de hasta 45 mph (72 km/h) y ráfagas de hasta 65 mph (105 km/h). Un tornado dañó varios aviones, la mayoría de los cuales eran de propiedad privada.  Los daños alcanzaron aproximadamente $275,000. 
Poco después de cruzar las Bermudas el 8 de agosto, aparecieron bandas en espiral en el radar de la isla.  Los avisos sobre Brenda no se iniciaron hasta las 18:00 UTC del 8 de agosto, debido a la escasez de datos, lo que dificulta confirmar la existencia de un ciclón tropical.  Un frente frío hizo que la tormenta volviera a curvarse hacia el noreste el 9 de agosto.  Brenda luego comenzó a debilitarse y se disipó tarde al día siguiente, mientras se encontraba a unas 585 millas (940 km) al este-noreste de las Bermudas.

### Huracán Cleo
Una onda tropical se convirtió en la tormenta tropical Cleo mientras se encontraba a unas 1.000 millas (1.610 km) al este de Barbados a última hora del 20 de agosto.  Continuó hacia el oeste-noroeste, intensificándose rápidamente hasta convertirse en huracán más tarde el 21 de agosto. Cleo se profundizó rápidamente y alcanzó la categoría 3 a principios del 22 de agosto. Varias horas después, Cleo azotó Marie-Galante y la isla principal de Guadalupe con vientos de 125 mph (205 km/h). Luego, la tormenta se intensificó hasta convertirse en un huracán de categoría 4 y entró en el Mar Caribe. Si bien se encuentra al sur de la República Dominicanaalrededor de las 18:00 UTC del 23 de agosto, Cleo alcanzó su máxima intensidad con vientos de 155 mph (249 km/h). Luego, el huracán tocó tierra cerca de Les Cayes , Haití , el 25 de agosto con la misma intensidad.  La tormenta resurgió en el Caribe horas más tarde como un huracán de categoría 2, pero se debilitó a una intensidad de categoría 1 alrededor de las 12:00 UTC. Cleo se trasladó brevemente a tierra cerca de Cabo Cruz , Cuba, con vientos de 80 mph (130 km/h). 
El ciclón emergió en el golfo de Guacanayabo , antes de golpear la provincia de Sancti Spíritus como un huracán mínimo a principios del 26 de agosto. Cleo se debilitó brevemente a tormenta tropical antes de emerger al Atlántico y volver a fortalecerse, convirtiéndose nuevamente en huracán a las 18:00 UTC. Ahora moviéndose hacia el norte-noroeste, el sistema alcanzó una intensidad de Categoría 2 temprano el 27 de agosto, horas antes de golpear Miami Beach, Florida , con vientos de 110 mph (175 km/h). El sistema se debilitó rápidamente tierra adentro, cayendo a la intensidad de tormenta tropical cerca de Port St. Lucie más tarde ese día. Cleo resurgió brevemente en el Atlántico frente a la costa del norte de Florida , antes de tocar tierra nuevamente en la isla de St. Simons .Georgia , madrugada del 29 de agosto con vientos de 60 mph (95 km/h). Cleo se debilitó a depresión tropical sobre Carolina del Sur el 30 de agosto, pero no se disipó. A partir de entonces, el ciclón curvó hacia el noreste y finalmente hacia el este mientras cruzaba las Carolinas y Virginia . Cleo se volvió a intensificar hasta convertirse en tormenta tropical mientras volvía a ingresar al Atlántico cerca de Norfolk, Virginia , el 1 de septiembre. Se movió hacia el este-noreste y se convirtió nuevamente en huracán unas 24 horas después. A última hora del 3 de septiembre, Cleo volvió a convertirse en un huracán de categoría 2. El ciclón luego se dirigió al noreste y perdió características tropicales, volviéndose extratropical al sureste de Terranova .el 4 de septiembre. Los restos serpentearon en el Atlántico hasta disiparse a mitad de camino entre el sur de Groenlandia e Irlanda el 10 de septiembre. 
En Guadalupe , la tormenta destruyó 1.000 viviendas y causó grandes daños en techos, carreteras y líneas eléctricas. Además, la cosecha de banano se arruinó. En general, hubo 14 muertes y alrededor de $ 50 millones en daños. Cleo causó siete muertes y al menos $2 millones en daños en República Dominicana.  Los fuertes vientos en Haití causaron graves daños. En Île-à-Vache , 50 casas tenían el techo hundido o las paredes derribadas. En Les Cayes, el 70% de las casas fueron destruidas, al igual que el ingenio azucarero. En las zonas rurales fuera de la ciudad, se demolieron del 90% al 95% de las viviendas.  Alrededor de la mitad de las casas en Camp-Perrin fueron arrasadas. Cerca de Saint-Louis-du-Sud, se arruinaron muchos cultivos de caña de azúcar, particularmente en el lado oeste de la ciudad.  La tormenta dejó 192 muertos y $5 millones en daños en Haití.  El impacto en Cuba fue menor, con una muerte y $2 millones en daños.  En Florida, Cleo dejó daños a lo largo de gran parte de la costa este. Los vientos dejaron a unas 620.000 personas sin electricidad solo en el sur de Florida .  En todo el estado, la tormenta dañó casi 19.000 viviendas y destruyó otras 4, mientras que 2.187 casas rodantes fueron arrasadas o sufrieron impactos severos. Además, 605 pequeñas empresas resultaron dañadas o destruidas. Hubo tres muertes en el condado de Browardy alrededor de $ 125 millones en daños, incluida la agricultura.  Cleo trajo inundaciones a algunos otros estados, especialmente a Virginia. En el área de Hampton Roads , muchas calles se inundaron y bloquearon. Cientos de viviendas se inundaron, lo que obligó a evacuar varias zonas. Tres muertes y alrededor de $ 3 millones en daños ocurrieron en Virginia.  En general, la tormenta causó 220 muertes y alrededor de $198,5 millones en daños.

### Huracán Dora
Una depresión tropical se desarrolló a partir de un área de baja presión el 28 de agosto, poco después de moverse frente a la costa oeste de África cerca de Dakar , Senegal . La depresión se actualizó a la tormenta tropical Dora a las 18:00 UTC del 31 de agosto. Luego se curvó hacia el noreste y continuó fortaleciéndose, alcanzando el estado de huracán unas 48 horas después. La intensificación disminuyó un poco, aunque Dora se convirtió en un gran huracán de categoría 3 el 5 de septiembre. Profundizando aún más, la tormenta se convirtió en categoría 4 durante seis horas antes del 6 de septiembre y alcanzó su punto máximo con vientos máximos sostenidos de 130 mph (215 km/h) y un mínimo presión barométrica de 942 mbar (27,8 inHg) temprano al día siguiente. Luego, Dora siguió siendo un huracán de categoría 3 hasta la madrugada del día siguiente, cuando pasó el fin de semana a huracán de categoría 2 mientras se curvaba hacia el oeste. 
Al acercarse a la costa este de Florida, Dora se debilitó brevemente a un huracán de categoría 1 a principios del 9 de septiembre, antes de alcanzar el estado de categoría 2 varias horas después.  El movimiento de Dora luego se volvió errático, haciendo unos bucles ciclónicos muy pequeños.  Alrededor de las 04:00 UTC del 10 de septiembre, el huracán tocó tierra cerca de St. Augustine, Florida , con vientos de 110 mph (175 km/h). Dora inicialmente se debilitó rápidamente después de moverse tierra adentro, cayendo al estado de tormenta tropical dentro de las 14 horas posteriores a su llegada a tierra. Luego, Dora se desplazó brevemente sobre el suroeste de Georgia , hasta que giró hacia el este-noreste a última hora del 11 de septiembre. El sistema hizo la transición a un ciclón extratropical sobre Carolina del Sur .alrededor de las 12:00 UTC del 13 de septiembre. Los remanentes emergieron al Atlántico cerca del Cabo Hatteras , Carolina del Norte, y continuaron hacia el noreste, golpeando Terranova el 15 de septiembre,  poco antes de ser absorbidos por un ciclón extratropical más grande. 
Dora fue el único huracán del siglo XX que tocó tierra en la región de la Primera Costa de Florida.  A lo largo de la costa, las mareas alcanzaron hasta 10 pies (3,0 m) sobre el nivel medio del mar. Se informaron vientos sostenidos con fuerza de huracán desde el condado de Flagler hasta el extremo sureste de Georgia.  En Jacksonville, Florida, aproximadamente 156.000 clientes se quedaron sin electricidad, mientras que alrededor del 19% de los teléfonos en el condado de Duval quedaron fuera de servicio.  Gran parte del daño en el área de Jacksonville ocurrió en edificios más antiguos y en aquellos ubicados en áreas costeras. Además, secciones de la ciudad experimentaron inundaciones de ríos inducidas por el viento en las inmediaciones de laRío San Juan .  tres casas fueron destruidas y 3992 sufrieron daños, mientras que 5 casas móviles fueron demolidas y 25 sufrieron impactos, en general en el condado de Duval.  Las fuertes lluvias dañaron muchos cultivos no cosechados e inundaron numerosas carreteras y puentes, dejando aisladas a algunas comunidades durante varios días.  A lo largo de Florida, 74 viviendas fueron arrasadas y 9,374 sufrieron daños, mientras que 14 casas móviles fueron destruidas y otras 218 sufrieron impactos severos. Alrededor de 50 edificios agrícolas y 423 pequeñas empresas sufrieron graves daños o fueron demolidos.  Ocurrieron tres muertes y al menos $230 millones en daños. En Georgia, la tormenta dañó unas 1.135 viviendas y destruyó otras cinco. Además, 18 remolques sufrieron un gran impacto, mientras que 43 pequeños negocios fueron destruidos o sufrieron daños severos.  Hubo una muerte en el estado y al menos $ 9 millones en daños. Algunos otros estados se vieron afectados por la tormenta, aunque el impacto allí fue mucho menor.  Una muerte ocurrió en Virginia.  En total, Dora causó $280 millones en daños y cinco muertes.

### Huracán Ethel
TIROS observó una gran masa nubosa cerca de 18°N, 37°W el 4 de septiembre.  Se convirtió en una depresión tropical temprano ese día mientras se encontraba a unas 665 millas (1070 km) al este de Cabo Verde. La depresión se movió hacia el oeste-noroeste y se intensificó en la tormenta tropical Ethel a las 18:00 UTC del 4 de septiembre.  Inicialmente, se sugirió que el huracán Dora podría absorber a Ethel, ya que las tormentas estaban ubicadas a 690 millas (1110 km) de distancia.  El 7 de septiembre, Ethel se convirtió en huracán. Temprano al día siguiente, se curvó hacia el oeste y continuó profundizándose lentamente, antes de girar hacia el norte-noroeste el 11 de septiembre. 
A última hora del 12 de septiembre, la tormenta curvó hacia el noreste y pasó al noreste de las Bermudas temprano al día siguiente,  trayendo 4,05 pulgadas (103 mm) de precipitación y ráfagas de viento de hasta 70 mph (110 km/h).  A lo largo de la isla, las áreas bajas se inundaron y se talaron árboles. En St. George's Island , los residentes se quedaron brevemente sin electricidad ni teléfono y la calzada que une St. George's Island con la isla principal se inundó.  Temprano el 13 de septiembre, Ethel se intensificó hasta convertirse en un huracán de categoría 2 y pronto alcanzó su punto máximo con vientos de 105 mph (165 km/h). El sistema se volvió extratropical a última hora del 14 de septiembre, mientras se encontraba a unas 255 millas (410 km) al sureste de Cape Race .. Terranova. Los remanentes extratropicales se debilitaron lentamente mientras serpenteaban alrededor del Atlántico, hasta disiparse justo al norte de las Azores el 17 de septiembre.

### Tormenta tropical Florence
Una onda tropical emergió en el Océano Atlántico desde la costa oeste de África el 5 de septiembre.  La onda se convirtió rápidamente en una depresión tropical a las 06:00 UTC del 5 de septiembre, mientras se encontraba a unas 40 millas (64 km) al oeste. de Dakar, Senegal.  Poco después, la depresión produjo un clima tormentoso en Cabo Verde.  La depresión volvió a curvarse hacia el noroeste y comenzó a intensificarse. A las 00:00 UTC del 7 de septiembre, la depresión se convirtió en la tormenta tropical Florence. Unas veinticuatro horas después, la tormenta alcanzó su velocidad máxima sostenida de viento de 45 mph (72 km/h). Florence luego se curvó hacia el norte-noreste ese mismo día y se debilitó lentamente. Un avión de reconocimiento informó que Florencia degeneró en un área de chubascos al sur de las Azores a las 06:00 UTC del 10 de septiembre.

### Huracán Gladys
Una onda tropical emergió en el Atlántico desde la costa oeste de África el 8 de septiembre.  Siguió hacia el oeste y se convirtió en la tormenta tropical Gladys mientras se encontraba a mitad de camino entre las Antillas Menores y Cabo Verde a principios del 13 de septiembre. La tormenta se desplazó hacia el noroeste y se intensificó hasta convertirse en huracán el 14 de septiembre, antes de debilitarse de nuevo a tormenta tropical temprano al día siguiente. Gladys volvió a fortalecerse hasta convertirse en huracán el 16 de septiembre. Al día siguiente, el ciclón se intensificó rápidamente, alcanzando brevemente su punto máximo como huracán de categoría 4 con vientos máximos sostenidos de 130 mph (215 km / h) alrededor de las 18:00 UTC. Gladys se debilitó a Categoría 3 a principios del 18 de septiembre. Gladys se debilitó a Categoría 2 cuando volvió a curvarse hacia el norte el 20 de septiembre. 
La tormenta se debilitó a Categoría 1 cuando giró hacia el noroeste el 22 de septiembre y amenazó brevemente la costa este de los Estados Unidos . Sin embargo, viró hacia el noreste el 23 de septiembre y avanzó rápidamente hacia el Atlántico canadiense. A las 00:00 UTC del 25 de septiembre, Gladys se convirtió en extratropical cerca de la costa de Terranova y se disipó rápidamente.  A lo largo de la costa este de los Estados Unidos, Gladys produjo lluvias ligeras, ráfagas de viento y marejadas ciclónicas. Se reportaron inundaciones costeras en Carolina del Norte y Virginia.  En el primero, las mareas altas inundaron casas y edificios con 2 pies (0,61 m) de agua en dos pequeños pueblos en los Outer Banks e inundaron una carretera a Manteo . En el estado de Virginia, ocurrió una muerte cuando un hombre fue golpeado fatalmente en la garganta por escombros.  Las mareas anormalmente altas también afectaron el Atlántico Medio, Nueva Inglaterra, y el Atlántico canadiense, con mareas que oscilaron entre 2,2 y 6,1 pies (0,67 y 1,86 m) más altas que el promedio en Virginia .

### Huracán Hilda
Una onda tropical se convirtió en una depresión tropical a las 12:00 UTC del 28 de septiembre, mientras se encontraba a unas 40 millas (64 km) al sur de Trinidad, Cuba .  La depresión avanzó hacia el oeste-noroeste y golpeó la Isla de la Juventud , Cuba, a principios del 29 de septiembre. Después de resurgir brevemente en el noroeste del Mar Caribe más tarde ese día, la depresión se fortaleció hasta convertirse en la tormenta tropical Hilda a las 11: 00 UTC del 29 de septiembre mientras tocaba tierra cerca de Sandino, Cuba . A última hora del 29 de septiembre, emergió en el Golfo de México cerca del Cabo San Antonio .. La tormenta continuó intensificándose, alcanzando el estado de huracán el 30 de septiembre. Durante las siguientes 30 horas, Hilda se fortaleció significativamente y alcanzó su punto máximo como huracán de categoría 4 con vientos de 140 mph (230 km/h) a última hora del 1 de octubre. Volvió a curvarse hacia el norte. y comenzó a debilitarse debido a las condiciones desfavorables. Alrededor de las 23:00 UTC del 3 de octubre, la tormenta tocó tierra cerca de Franklin, Luisiana , como categoría 2 con vientos de 105 mph (165 km/h). Rápidamente se debilitó tierra adentro y se volvió extratropical sobre el sur de Misisipi a las 12:00 UTC de ese día. La baja extratropical remanente continuó hacia el este y emergió en el Atlántico a última hora del 5 de octubre, antes de disiparse bien al norte de las Bahamas el 7 de octubre. 
En Cuba, la tormenta causó un impacto menor, con daños por un total de alrededor de $ 1 millón.  En la costa de los Estados Unidos en el Golfo de México, 13 plataformas petroleras fueron destruidas y otras 5 resultaron dañadas sin posibilidad de reparación. Las pérdidas de la industria petrolera alcanzaron los 100 millones de dólares.  En Luisiana, vientos sostenidos de 90 a 105 mph a (150 a 165 km/h) azotaron el área de Abbeville - Morgan City - New Iberia . Además, varios tornados en el área de Nueva Orleans provocaron daños significativos. Un tornado cerca de Larosemató a 22 personas a pesar de estar en el suelo solo de 1 a 1,5 millas (1,6 a 2,4 km). Hubo 37 muertos y un estimado de 5.000 heridos. Aproximadamente 19.000 viviendas resultaron dañadas en el estado, 2.600 de las cuales sufrieron graves daños. Fuera de Luisiana, los daños fueron causados principalmente por inundaciones en el sureste de los Estados Unidos. Carolina del Norte fue la más afectada por las inundaciones, donde 2000 viviendas y edificios sufrieron daños por agua y se informó de una muerte.  A lo largo de los Estados Unidos, la tormenta causó 38 muertes y $125 millones en pérdidas.

### Huracán Isbell
Una vaguada frontal difusa se convirtió en una depresión tropical en el Caribe occidental el 9 de octubre  , con vientos de 105 mph (165 km/h). Temprano el 15 de octubre, Isbell se debilitó a un huracán de categoría 1 y luego emergió al Atlántico cerca de Júpiter, Florida . Isbell curvó hacia el noroeste el 16 de octubre, debilitándose hasta convertirse en tormenta tropical justo antes de tocar tierra en Atlantic Beach, Carolina del Norte , con vientos de 70 mph (110 km/h). La tormenta rápidamente se volvió extratropical y pronto fue absorbida por otro ciclón extratropical sobre Carolina del Norte a última hora del 16 de octubre.  The depression initially remained disorganized as it track northwestward, but strengthened into Tropical Storm Isbell at 12:00 UTC on October 11. Re-curving northeastward, Isbell quickly strengthened further and reached hurricane status about 24 hour alter. The storm briefly became a Category 2 just before making landfall in Sandino, Cuba, with winds of 100 mph (155 km/h) at 19:00 UTC on October 13. Hilda briefly weakened to a Category 1, but strengthened into a Category 3 and peaked with maximum sustained winds of 115 mph (185 km/h) at 12:00 UTC on October 14. The cyclone weakened to a Category 2 prior to making landfall near Everglades City, Florida
La tormenta produjo fuertes vientos en todo el occidente de Cuba. Cientos de casas fueron destruidas, al igual que varios almacenes de tabaco. Hubo cuatro muertes en Cuba,  tres de ellas causadas por el derrumbe de casas en la zona de Guane .  Isbell fue responsable de tres muertes y aproximadamente $10 millones en daños en Cuba.  Varios tornados en Florida causaron daños significativos en general.  En todo el estado, 1 casa fue destruida, otras 33 sufrieron daños graves y otras 631 sufrieron impactos menores. Además, 66 remolques fueron destruidos y 88 sufrieron daños importantes. Tres muertes ocurrieron en el estado, una debido a un ataque al corazón y dos por ahogamiento en los Cayos de Florida cuando su barco camaronero se hundió.  Debido a que la tormenta se debilitó considerablemente, el impacto en Carolina del Norte fue generalmente menor. La tormenta también generó al menos seis tornados en el estado, que demolieron casas rodantes y casas sin techo y otros edificios en varias comunidades.  Los daños en los Estados Unidos totalizaron $10 millones. 

## Nombre de los ciclones tropicales
Los siguientes nombres se usaron para las tormentas con nombre que se formaron en el Atlántico Norte en 1964. Esta es la misma lista que se usó en la temporada de 1960 con la excepción de Dora, que reemplazó a Donna. Una tormenta recibió el nombre de Isbell por primera vez en 1964. Los nombres Cleo, Dora e Hilda se retiraron más tarde y se reemplazaron con Candy, Dolly y Hannah, respectivamente, en la temporada de 1968. Los nombres que no fueron asignados están marcados en gris.
| - Abby - Brenda - Cleo - Dora - Ethel - Florence - Gladys | - Hilda - Isbell - Janet (sin usar) - Katy (sin usar) - Lila (sin usar) - Molly (sin usar) - Nita (sin usar) | - Odette (sin usar) - Paula (sin usar) - Roxie (sin usar) - Stella (sin usar) - Trudy (sin usar) - Vesta (sin usar) - Winny (sin usar) |